# AP-1

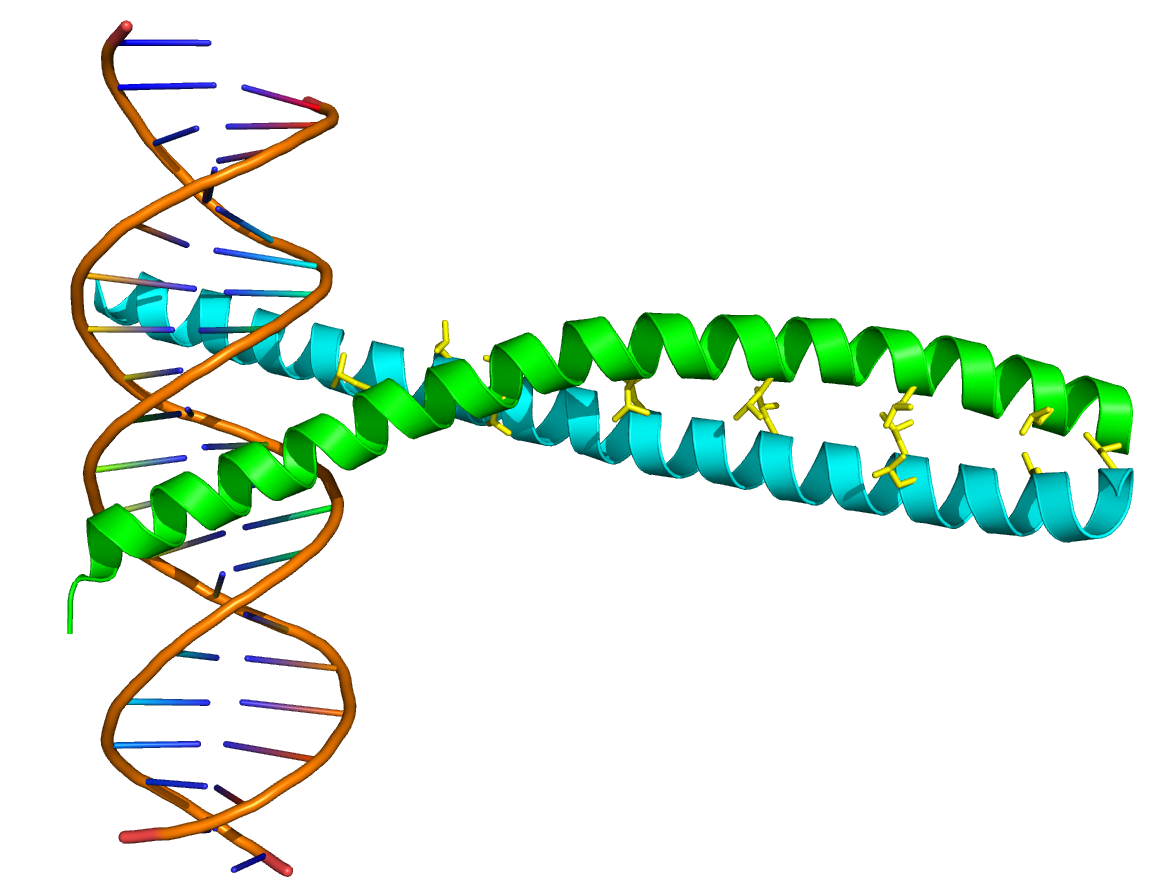
AP-1 im Komplex mit DNA (braun), mit AP-1 aus c-Fos (cyan) und c-Jun (grün) bestehend

AP-1 ist ein Transkriptionsfaktor. AP-1 ist ein heterodimerer Proteinkomplex aus Proteinen der Familien ATF, JDP, c-Fos und c-Jun und bindet als Dimer an DNA, um die Transkription bestimmter Gene einzuleiten. 

## Eigenschaften
Die von AP-1 regulierten Gene umfassen Gene der Zelldifferenzierung, der Zellteilung und der Apoptose. Die Genexpression des AP-1 selbst wird durch Zytokine, Wachstumsfaktoren, Infektionen und Stressfaktoren induziert. AP-1 bindet an die DNA über basische Aminosäuren, während die Dimerisierung durch einen Leucin-Zipper vermittelt wird. AP-1 verstärkt die Genexpression am 12-O-Tetradecanoylphorbol-13-acetate DNA response element (TRE, Sequenz 5'-TGAG/CTCA-3').